# Patrick Facchini

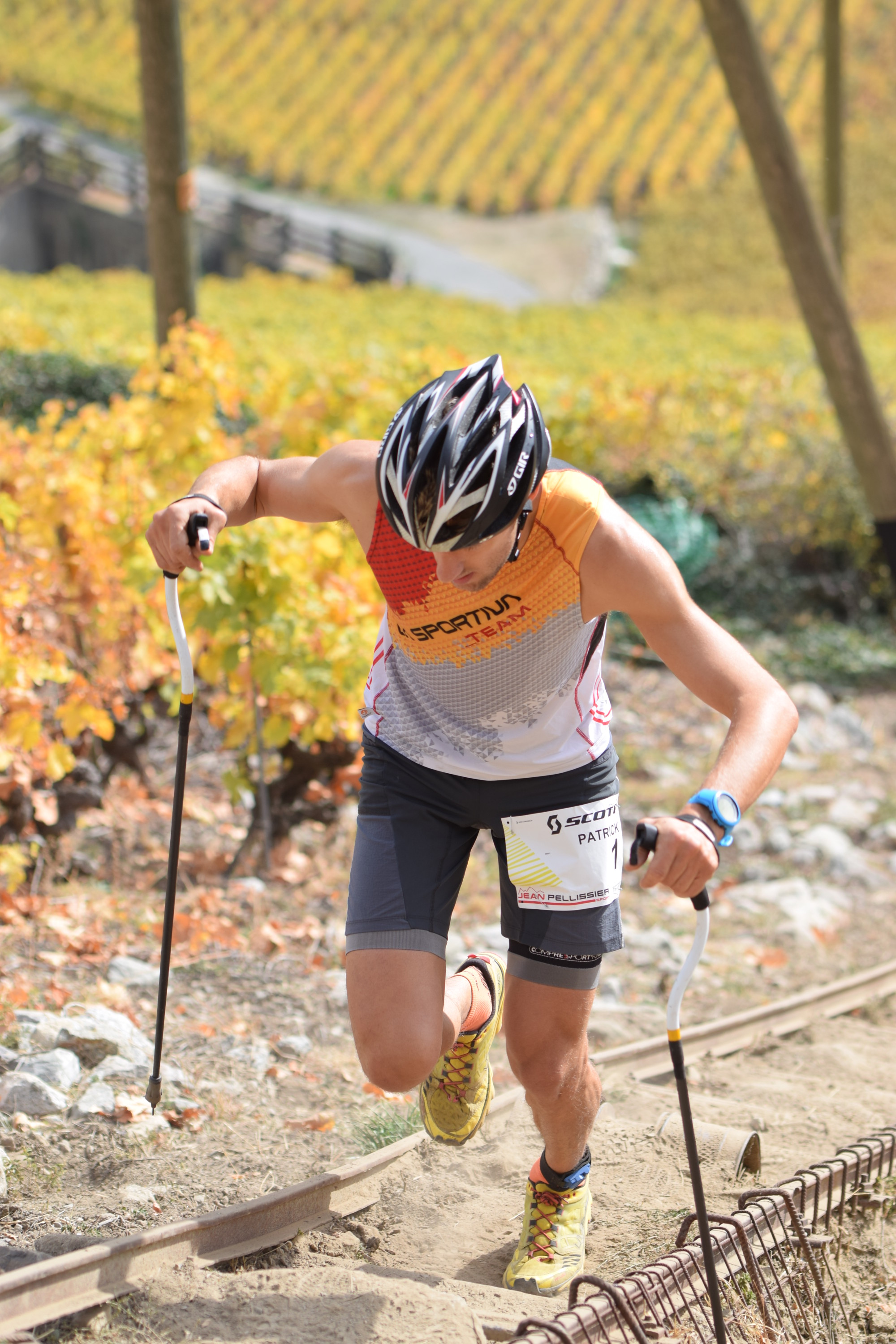
Patrick Facchini, 2017

Patrick Facchini (* 28. Januar 1988 in Trient) ist ein ehemaliger italienischer Radrennfahrer.
Patrick Facchini gewann 2009 eine Etappe beim Giro Ciclistico d’Italia. Im Jahr 2012 gewann er die beiden UCI-Europe-Tour-Rennen Trofeo Zssdi und Trofeo Franco Balestra. Außerdem gewann er fünf weitere nationale Eintagesrennen und eine Etappe beim Giro delle Valli Cuneesi nelle Alpi del mare. 2013 und 2014 fuhr Facchini für das italienische Professional Continental Team Androni Giocattoli.

## Erfolge
2009
- eine Etappe Giro Ciclistico d’Italia

2012
- Trofeo Zssdi
- Trofeo Franco Balestra

## Teams
- 2013 Androni Giocattoli-Venezuela
- 2014 Androni Giocattoli-Venezuela